# Cânone ocidental

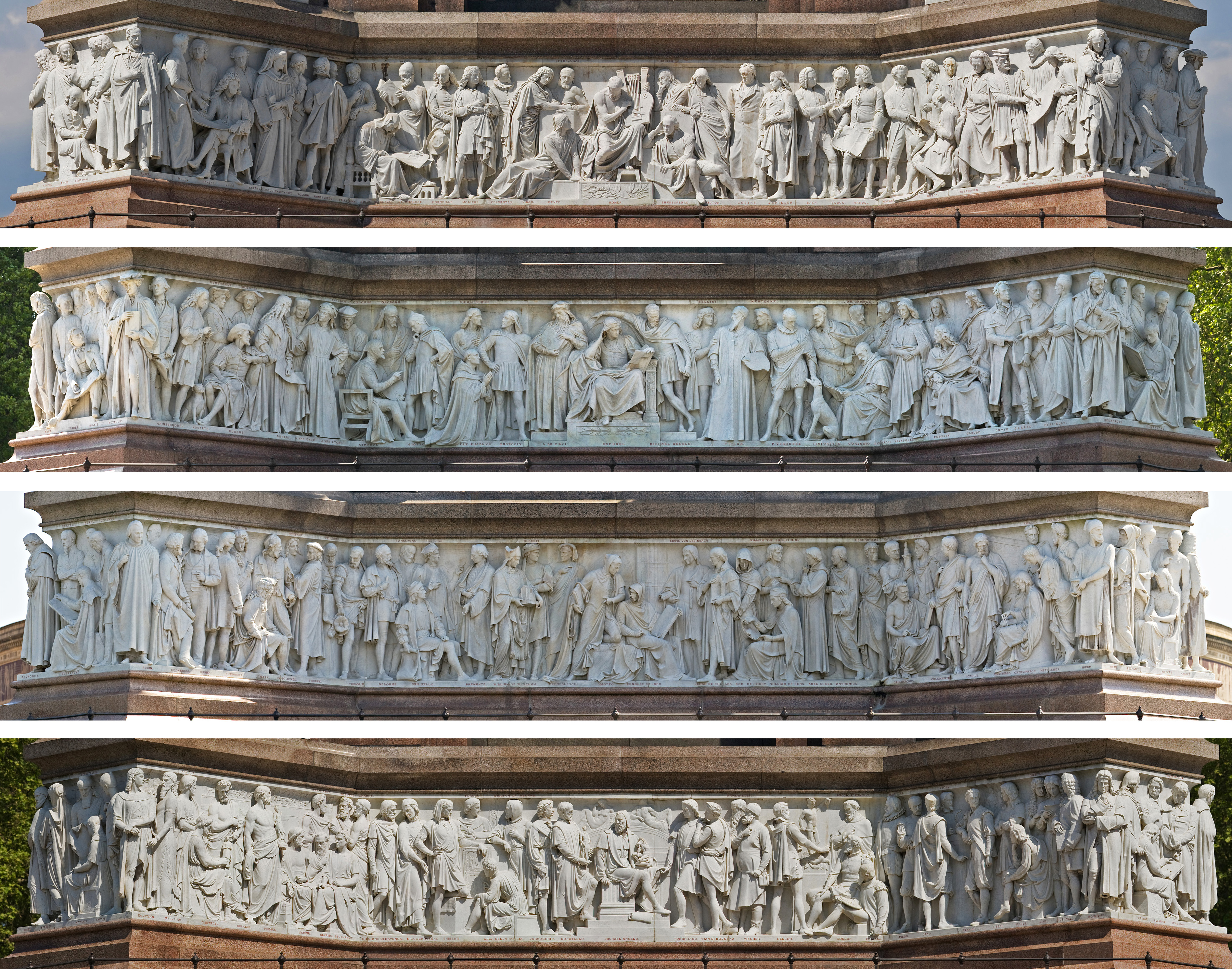
Imagens panorâmicas de quatro segmentos do Friso do Memorial Alberto (Friso de Parnaso). O Friso de Parnaso circunda a base do Memorial Alberto em Londres e consiste em 169 esculturas em tamanho real de compositores, arquitetos, poetas, pintores e escultores da história. O comprimento total do friso é de cerca de 64 metros. A imagem retrata, de cima para baixo: Lado sul: músicos e poetas; Lado leste: pintores; Lado norte: arquitetos; Lado oeste: escultores.

Cânone ocidental é um termo utilizado para definir o cânone da literatura ocidental e, num sentido mais lato, também da música e arte clássicas européias mais influentes para moldar a arte da cultura ocidental. Consiste num compêndio das que são consideradas as maiores obras de mérito artístico. Este cânone é fundamental para a construção do conceito de "alta cultura".

## Obras
Das obras vulgarmente incluídas no cânone fazem parte obras de ficção, poema épico, poesia, música, drama, novelas e outras formas de literatura, de todas as proviniências consideradas influenciadas e/ou influenciadoras da cultura ocidental. Muitas obras de não ficção figuram também nessas listas, sobretudo obras das áreas da religião, mitologia, filosofia, política, história, ciência e economia.

## Cânone ocidental português
Na sua obra de 1994, The Western Canon: The Books And School Of The Ages, Harold Bloom cita Camões, Eça de Queirós e, inevitavelmente, Fernando Pessoa, como contibuidores portugueses para o cânone ocidental  e acrescenta: "Posso identificar para mim próprio certos escritores de génio palpável que estão entre nós: o romancista português José Saramago, a poeta canadiana Anne Carson, o poeta inglês Geoffrey Hill  e pelo menos meia dúzia de romancistas e poetas norte-americanos e latino-americanos (os quais me abstenho de mencionar)"
Bloom coloca ainda Camões entre os 100 autores mais criativos da história. 